# 동해무릉제
동해무릉제는 강원특별자치도 동해시에서 개최하는 지역 축제이다.

## 행사 목표
- 지역민 모두가 참여하는 화합 한마당 축제
- 지역의 민속예술 계승을 통한 축제의 정체성 확보
- 시민과 가족단위 관광객을 위한 체험위주의 가족 참여형 축제
- 시민 화합과 지역경제 활성화에 기여

- 지역 민속예술재현 + 체험행사 = 제29회 동해무릉제